# Janetaescincus braueri
Janetaescincus braueri là một loài thằn lằn trong họ Scincidae. Loài này được Boettger mô tả khoa học đầu tiên năm 1896.